# Contea di Jishui
La contea di Jishui (吉水县S, JíshuǐP) è una contea della Cina, situata nella provincia di Jiangxi e amministrata dalla prefettura di Ji'an.